# Yako

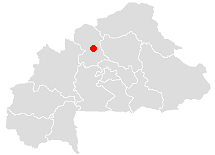
Yakos läge i Burkina Faso.

Yako är en stad och kommun i norra Burkina Faso och är administrativ huvudort för provinsen Passoré. Staden hade 22 685 invånare vid folkräkningen 2006, med totalt 80 926 invånare i hela kommunen.